# Giuseppe Grassi (politico)
Giuseppe Grassi Apostolico Orsini Ducas (Lecce, 8 maggio 1883 – Roma, 25 gennaio 1950) è stato un politico, avvocato e saggista italiano.

## Biografia
Nacque da nobili origini: i Grassi furono un'antica famiglia del 1100 derivata da Guglielmo il Grosso (discendente da uno dei dodici figli di Tancredi d'Altavilla) e fu feudatario di Alessano sotto il re Guglielmo il Buono. La famiglia originaria di Otranto, diramò e godette nobiltà con il predicato di Martano (Lecce). Giuseppe fu adottato dallo zio principe Sebastiano (fratello della madre morta molto giovane) e aggiunse al proprio cognome quello di Apostolico Orsini Ducas. Era figlio di Michelina Apostolico e Pasquale.
La sua formazione culturale ha origine nel collegio Argento di Lecce, dove ha studiato presso i gesuiti, seguendo le orme della famiglia Apostolico. Figlio del processo evolutivo del cattolicesimo politico leccese, la sua maturazione intellettuale fu di tipo liberale. Studiò poi giurisprudenza all'Università di Roma, dove maturò la passione per la politica e l'interesse per la ricerca nel campo del diritto pubblico. Si laureò nel 1905 discutendo una tesi in diritto costituzionale.
Nel 1907 Grassi sposò Isabella Carissimo, dalla quale avrebbe poi avuto quattro figli: Mary, Guglielmo, Fabio e Vittoria.
Ospitò nella sua tenuta di Materdomini (Lecce) i Savoia prima dell'esilio.
Esponente del Partito Liberale Italiano, fu Ministro di grazia e giustizia dei Governi De Gasperi IV e V dal 31 maggio 1947 al 14 gennaio 1950. È noto per aver firmato, come guardasigilli, la Costituzione della Repubblica Italiana del 1948.
Al momento del suo decesso venne sostituito alla Camera da Luigi Vallone.

## Pubblicazioni
- Lo Stato e l'individuo, rapporto di diritto pubblico (Roma, 1910).
- Sull'efficacia retroattiva della legge di conversione (Milano, 1911).
- Il referendum nel governo di gabinetto (Milano, 1913).
- Sulla posizione scientifica di una dottrina dello Stato (Milano, 1914).